# Belomorszki járás

A Belomorszki járás Karéliában

A Belomorszki járás (oroszul Беломорский район, karjalai nyelven Belomorskin piiri, finn nyelven Belomorskin piiri) Oroszország egyik járása Karéliában. Székhelye Belomorszk.

## Népesség
- 2002-ben 24 003 lakosa volt, melyből 19 564 orosz (81,5%), 1 451 karjalai (6%), 1 438 fehérorosz (5,9%), 641 ukrán (2,7%), 145 finn, 90 lengyel, 69 tatár, 43 litván, 38 csuvas, 37 mordvin, 20 örmény, 19 azeri, 18 vepsze, 16 mari, 15 üzbég.
- 2010-ben 19 118 lakosa volt.